# Batalla de Platea (323 a. C.)
La batalla de Platea la disputaron los atenienses y beocios en el 323 a. C. durante la guerra lamiaca.
Los beocios se opusieron a declarar la guerra a Macedonia en el 323 a. C. como pretendía una liga de ciudades entre las que se contaba Atenas y las de la Liga Etolia. Alejandro Magno había entregado las tierras de Tebas a los beocios tras destruir la ciudad en el 335 a. C.; los beocios temían que si Macedonia perdía la hegemonía en la Grecia central los atenienses ayudarían a Tebas a resurgir como contrapeso a los macedonios, y ellos perderían las tierras recibidas.
Los atenienses enviaron refuerzos al ejército coligado que mandaba el general ateniense Leóstenes y los beocios decidieron hacerle frente. Los refuerzos contaban con cinco mil peones y quinientos jinetes, además de dos mil mercenarios, y Leóstenes despachó parte de sus propias fuerzas a encontrarse con ellos. Al reunirse los dos grupos, Leóstenes se dirigió contra el campamento beocio y venció al ejército enemigo. Tras la victoria se apresuró a volver a las Termópilas, para hacer frente al ejército de Antípatro.